# 3736 Rokoske
3736 Rokoske (1987 SY3) là một tiểu hành tinh vành đai chính được phát hiện ngày 16 tháng 9 năm 1987 bởi E. Bowell ở Flagstaff (AM).